# Gustave Schlumberger
 Gustave-Léon Schlumberger, född den 17 oktober 1844 i Guebwiller, Alsace, död den 9 maj 1929 i Paris, var en fransk historiker och arkeolog.
Schlumberger studerade först medicin och deltog i kriget med Tyskland 1870-71 samt ägnade sig, sedan han 1872 förvärvat doktorsvärdighet, åt bysantinernas och korstågens historia och arkeologi. År 1884 blev Schlumberger ledamot av Institutet. 
Bland hans många arbeten kan nämnas Les principautés franques du Levant au moyen âge (1877), Numismatique de l'Orient latin (1878; supplement 1882), Sigillographie de l'empire byzantin (1884), Renaud de Châtillon, prince d'Antioche (1898) och Expéditions des Amulgavares 1302-1311 (1902).